# R/V Belgica
R/V Belgica var ett barkskepp med ångmotor, som byggdes 1884 under Christian Brinch Jørgensens ledning i Svelvik i Norge under namnet Patria, och var då ett valfångstfartyg. 1896 köptes fartyget av Adrien de Gerlache, för att användas som forskningsfartyg, vilket skedde under Belgiska Antarktisexpeditionen  1902 såldes fartyget till Ludvig Filip Robert, hertig av Orléans och användes under expeditioner till Arktis 1905 och 1907-1909.
År 1916 såldes fartyget, och under namnet Isfjord började det användas som lastfartyg i trafik mellan Spetsbergen och Norges fastland. 1918 ändrades namnet tillbaka till Belgica, och användes inom fiskeindustrin. I april 1940 sjönk fartyget då britterna använde det i Harstad. År 2007 meddelades planer på att bygga en replik av fartyget.